# Asterix på irrvägar
Asterix på irrvägar (franska: L'Odyssée d'Astérix) är det 26:e seriealbumet om Asterix. Det publicerades ursprungligen 1981.
I albumet reser Asterix och Obelix till Mellanöstern för att hämta bergolja, vilket enligt Miraculix är en nödvändig ingrediens i trolldrycken.

## Övrigt
- Seriefiguren Pontius Pollutus (jämför Pontius Pilatus) har den franske skådespelaren Jean Gabin som förebild.
- Figuren Nollnollsex är inspirerad av den skotske skådespelaren Sean Connery i hans roll som James Bond ("agent noll noll sju").
- Frankensteins monster tycks ingå i piraternas besättning (sidan 17).
- Att den sällsynta bergoljan ingår i receptet på trolldrycken kan tyckas vara en motsägelse till vad som påstås i albumet Asterix och goterna, där alla ingredienserna till trolldrycken enkelt kan köpas på marknaden i goternas land.
- Under resan övernattar Asterix och Obelix i ett stall i den lilla byn Betlehem, förmodligen i samma stall där en lycklig tilldragelse cirka 50 år senare skulle äga rum i en viss snickarfamilj…